# کیم جونگ جو
کیم جونگ جو (انگلیسی: Kim Jung-joo؛ زادهٔ ۱۱ نوامبر ۱۹۸۱) بوکسور اهل کره جنوبی است.